# 3882-es busz
A 3882-es jelzésű autóbuszvonal Sárospatak és környéke egyik regionális autóbusz-járata, melyet a Volánbusz Zrt. lát el a város vasútállomása és Györgytarló között.

## Közlekedése
A járat a Borsod-Abaúj-Zemplén vármegyei sárospataki járás székhelyének, Sárospataknak a forgalmas vasútállomását (néhány indítás az érkező és induló vonatokhoz csatlakozást kap és ad) köti össze az egykor a városhoz tartozó Györgytarlóval. A volántársaságoktól eltérő módon egyetlen kivétellel minden indítás végigjárja a teljes útvonalat, de napi fordulószáma még így is alacsonynak mondható, holott a települést, és az útközben található Dorkótanyát ez az egy járat szolgálja ki.

## Megállóhelyei
| 0  | Sárospatak, vasútállomás végállomás | 15 | 1449, 3729, 3869, 3870, 3871, 3872, 3873, 3875, 3878, 3879, 3880, 3881, 3883, 3884, 3885, 3886, 3888, 3923, 3930 személyvonat, sebesvonat, IC |
| 1  | Sárospatak, Bodrog Áruház           | 14 | 1449, 3729, 3869, 3872, 3873, 3875, 3878, 3879, 3880, 3881, 3883, 3884, 3885, 3886, 3888, 3923                                                |
| 2  | Sárospatak, Árpád út 19.            | 13 | 3883 |
| 3  | Sárospatak, Dorkói utca             | 12 | 3883 |
| 4  | Baksai gyümölcsös                   | 11 | |
| 5  | Baksatanya                          | 10 | |
| 6  | 6-os km-szelvény                    | 9  | |
| 7  | Dorkótanya, tsz telep               | 8  | |
| 8  | Dorkótanya, vegyesbolt              | 7  | |
| 9  | Dorkótanya 43.                      | 6  | |
| 10 | Dorkótanya, várhomoki elágazás      | 5  | |
| 11 | Csatornahíd                         | 4  | |
| 12 | Terményraktár                       | 3  | |
| 13 | Györgytarló, Géptelep               | 2  | |
| 14 | Györgytarló, Széchenyi utca         | 1  | |
| 15 | Györgytarló, községháza végállomás  | 0  | |